# Постников, Василий Дмитриевич
Васи́лий Дми́триевич По́стников — советский хозяйственный, государственный и политический деятель, Герой Социалистического Труда.

## Биография
Родился 25 марта 1934 года в селе Молчаново Чернского района Тульского округа. Член КПСС с 1959 года.
С 1948 года — на хозяйственной, общественной и политической работе. В 1948—1994 гг. — колхозник, подручный сталевара сталеплавильного цеха № 1 электрометаллургического завода «Электросталь», военнослужащий Советской Армии, машинист, сталевар электрометаллургического завода «Электросталь» имени И. Ф. Тевосяна, член Президиума ЦК профсоюзов работников металлургической промышленности.
Указом Президиума Верховного Совета СССР от 29 декабря 1973 года за проявленную трудовую доблесть и достижение выдающихся успехов в выполнении социалистических обязательств, принятых на 1973 год, присвоено звание Героя Социалистического Труда с вручением ордена Ленина и золотой медали «Серп и Молот».
Избирался депутатом Верховного Совета СССР 8-го и 9-го созывов.
Делегат XXIV съезда КПСС.
Умер в Электростали 25 февраля 2005 года. Похоронен на Новом кладбище (11 уч.).

## Семья
Жена — Постникова Роза Николаевна (22.08.1930 — 14.01.1992)

## Адрес
Проживал по адресу: г. Электросталь, проспект Ленина, д. 47/12, кв. 21.